# Федір Кузьмич
Федір Кузьмич (Феодор Томський, Феодор Козьмич; 1776 (1777) — 20 січня (1 лютого) 1864, Томськ) — старець, що жив у Сибіру в XIX столітті.
Згідно з легендою роду Романових, що виникла в середині XIX століття ще за життя старця, вважається імператором Олександром I, який інсценував свою смерть і став блукачем. Питання про тотожність Федора Кузьмича з російським імператором істориками однозначно не вирішене.
Федір Кузьмич за своє подвижництво в 1984 році канонізований Російською православною церквою в лику праведних у складі Собору Сибірських святих.